# Watukebo
Watukebo is een bestuurslaag in het regentschap Banyuwangi van de provincie Oost-Java, Indonesië. Watukebo telt 6758 inwoners (volkstelling 2010).